# Eugène Antoine François Merlin
Pour les articles homonymes, voir Merlin.
Antoine François Eugène Merlin, né le 27 décembre 1778 à Douai dans le Nord et mort le 31 août 1854 à Eaubonne, en Seine-et-Oise, est un général français du Premier Empire.

## Biographie

### Début de carrière
Fils de Merlin de Douai, le célèbre jurisconsulte, il entre dans la carrière des armes à l'âge de 14 ans en 1793. Attaché à l'état-major du général Cambray, il assiste en Vendée à la défaite de Montaigu, devient sous-lieutenant au 18e hussards, et va ensuite à l'armée du Nord et à l'armée du Rhin, jusqu'à la paix de Campo-Formio.
Capitaine en 1797, il a à peine 19 ans lorsque Bonaparte le nomme son aide de camp et l'emmène en Égypte. Il assiste aux batailles des Pyramides et d'Aboukir ainsi qu'au siège de Saint-Jean-d'Acre et est envoyé comme plénipotentiaire auprès de l'amiral Sydney Smith qui lui remet les journaux contenant le récit de toutes les défaites éprouvées par les armées du Directoire. Il revient avec Bonaparte, et après Marengo, est aide de camp du général Dupont.

### Au service de Napoléon
Rentré plus tard dans le corps de l'armée, chacun de ses grades est le prix d'une action d'éclat. Néanmoins, arrivé au grade de chef d'escadron de grosse cavalerie en novembre 1800, il n'est nommé colonel du 1er hussards que dix ans plus tard. Chef d'escadron en 1802, chevalier de la Légion d'honneur, il fait avec son régiment, le 4e hussards, les campagnes d'Autriche en 1805, de Prusse en 1806 et de Pologne en 1807, et se signale à la prise de Lübeck.
Chevalier de l'Empire le 28 juillet 1808 et colonel du 1er hussards en 1810, il est envoyé à l'armée de Portugal. Il se signale le 3 août 1811 à la bataille de Sabugal où, à la tête d'un faible escadron, il disperse un régiment d'infanterie anglaise et lui reprend une pièce d'artillerie dont il venait de s'emparer. Pour ce fait d'armes, il est créé officier de la Légion d'honneur. À la bataille des Arapiles, il tente de contenir les efforts de l'ennemi et protège la retraite de l'armée. Par la suite, il fait prisonnier le général Edward Paget qui commande les dragons de la reine et quelques régiments de cavalerie anglaise. Après s'être signalé dans les principales affaires de cette campagne, il est promu général de brigade le 14 juillet 1813 et rejoint alors la Grande Armée.
Le général Merlin se signale de nouveau pendant la campagne de Saxe en 1813. Après la bataille de Leipzig, où il se distingue, il mérite les éloges publics de Napoléon qui le nomme commandant en second du 1er régiment des gardes d'honneur, puis colonel du 4e régiment de l'arme. Il reste bloqué à la forteresse de Mayence en 1814.
Mis en non-activité à la Première Restauration, il reçoit cependant la croix de Saint-Louis en février 1815. Aux Cent-Jours, il s'empare du fort de Vincennes que lui abandonne le marquis de Puyvert, est fait major des chasseurs à cheval de la Garde impériale et est chargé d'organiser le 2e régiment de l'arme dont il prend ensuite le commandement. À Waterloo, il commande la 2e brigade de la 5e division de cavalerie (général Jacques-Gervais Subervie) du 1er corps de cavalerie (général Pierre Claude Pajol).

### Après l'Empire
Après le licenciement de l'armée de la Loire, le général Merlin quitte la France et suit dans l'exil son père qui fait partie de la liste des 38 proscrits par l'ordonnance du 24 juillet 1815. Monté à bord, à Anvers, du navire américain l'Alice, les deux voyageurs s'embarquent à Anvers pour se rendre en Amérique, et font naufrage à l'embouchure de l'Escaut, près de Flessingue le 24 février 1816. Rentré en France en 1818, il est dénoncé comme complice de la conspiration de Nautil (août 1820). Il parvient à échapper au mandat d'arrêt lancé contre lui et est acquitté au mois de février 1821 par la Chambre des pairs.
Réintégré dans le cadre d'activité après la révolution de Juillet 1830, il est nommé commandeur de la Légion d'honneur le 21 mars 1831, lieutenant général le 30 septembre 1832, fait la campagne des Dix-Jours, assiste au siège d'Anvers en 1832 et reçoit en 1834 le commandement de la 18e division militaire. Élu le 21 juin 1834, député du 11e collège du Nord (Avesnes) contre  M. Taillandier, il siège parmi les conservateurs et se montre partisan de la dynastie nouvelle. Grand officier de la Légion d'honneur en 1837, pair de France le 7 novembre 1839, il est mis à la retraite comme général de division le 30 mai 1848.

## Famille
Le comte Merlin a épousé le 7 août 1806 aux Pays-Bas Mlle Louise Jeanne Madeleine, née le 28 février 1788 à Rennes, fille unique de Louis Gohier, membre du Directoire et descendante, par sa mère, du célèbre ministre protestant Pierre Dumoulin. L'union reste sans postérité. Ils sont tous deux enterrés au cimetière d'Eaubonne, dans le Val-d'Oise.

## Décorations
- Légion d'honneur :
  - Légionnaire (1802), puis,
  - Officier (1811), puis,
  - Commandeur (21 mars 1831), puis,
  - Grand officier de la Légion d'honneur (1837) ;
- Ordre royal et militaire de Saint-Louis :
  - Chevalier (février 1815).

## Titres
- Chevalier de l'Empire  (lettres patentes du 20 juillet 1808),
- 2e comte Merlin (1838 : succession au majorat créé par son père par lettres patentes du 20 mars 1812) ;
- Donataire (revenus : 2 000 francs) sur le Trasimène (Décret impérial du 8 septembre 1808).

## Armoiries
| Figure | Blasonnement |
|        | Armes de chevalier de l'Empire (1808) Tiercé en chevron : d'azur, de gueules à l'insigne des chevaliers légionnaires et d'hermine. |